# Nátrolit

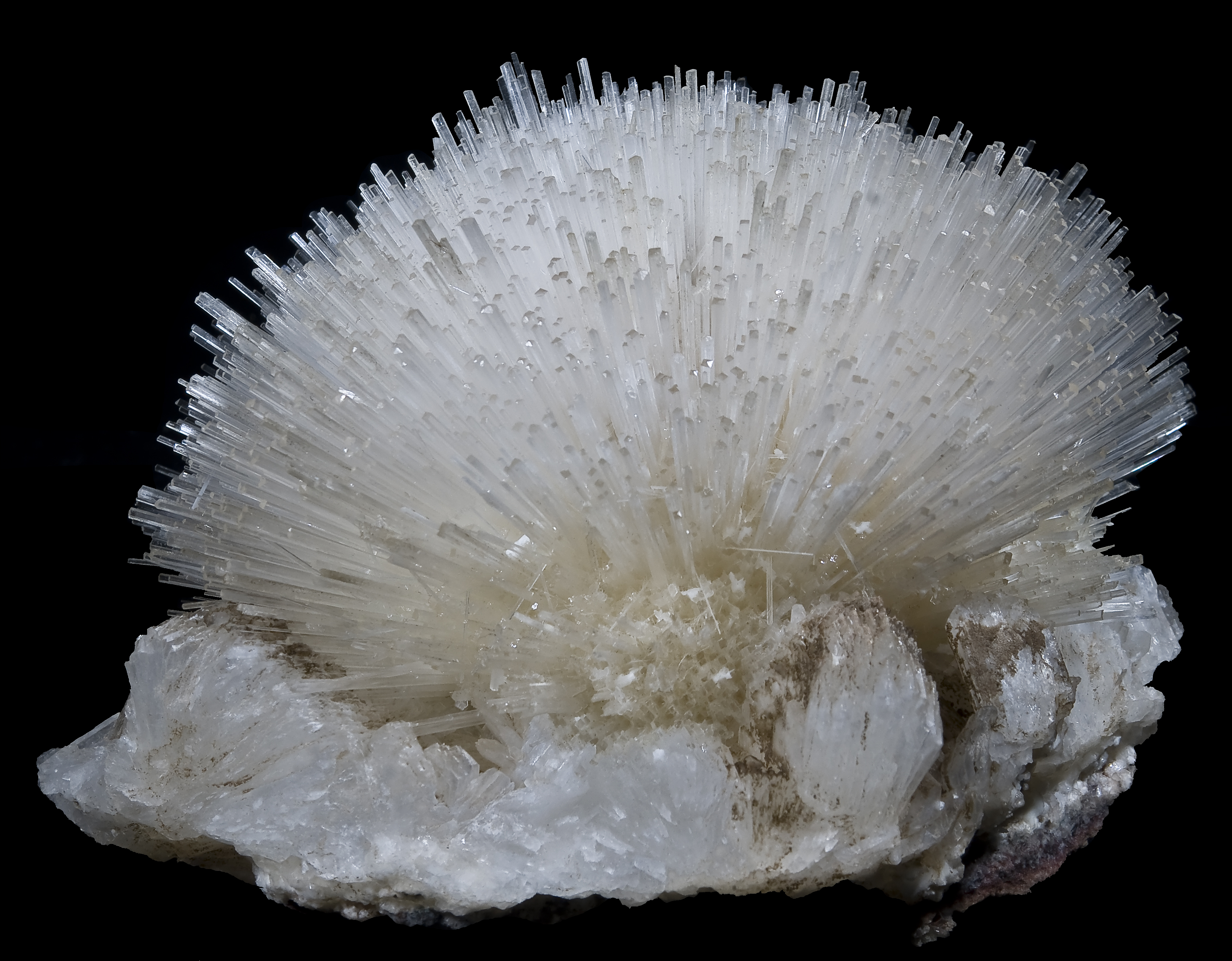
Tömött nátrolitkristály csoport

A nátrolit (névváltozata: natrolit) nátriumalapú víztartalmú alumoszilikát, a IV. Szilikátok ásványosztályon belül a zeolitcsoport ásványegyüttesének tagja, rombos rendszerben kristályosodik. Megnyúlt prizmás, oszlopos kristály gyakran kristálynyalábokban találhatóak. Szálasan sugaras, tömött tömegekben is előfordul. Gyakran hólyag és repedéskitöltésekben lelhetők meg kristályai vulkanikus kőzetekben.

## Kémiai és fizikai tulajdonságai
- Képlete: Na2(Al2Si3O10)x2(H2O).
- Szimmetriája: a rombos kristályrendszerben dipiramisos oszlopos elemei kevés szimmetria elemet tartalmaznak.
- Sűrűsége: 2,2-2,5 g/cm³.
- Keménysége: 5,0-5,5 (a Mohs-féle keménységi skála szerint).
- Hasadása: igen jól hasad.
- Törése: egyenetlen.
- Színe: fehér esetleg halványan színezetten sárgás, vöröses.
- Fénye: üveg vagy selyemfényű.
- Átlátszósága: átlátszó vagy áttetsző, tömeges megjelenésben opak.
- Pora:  színtelen vagy fehér.
- Különleges tulajdonsága:  hevítésre könnyen megolvad, a lángot sárgára festi.
- Kémiai összetétele:
- Nátrium (Na) =12,1%
- Alumínium (Al) =14,2%
- Szilícium (Si) =22,1%
- Hidrogén (H) =1,1%
- Oxigén (O) =50,5%

## Keletkezése
Hidrotermás képződése a jellemző, bazaltokban a hólyagüregeket és repedéseket tölti ki.
Hasonló ásványok: Az aragonit a zeolitcsoport egyes tagjai.

## Előfordulásai
Németországban a Harz-hegység területén fordul elő. Csehország területén. Ausztriában Tirolban. Olaszországban Szicília szigetén, Dániához tartozó szigeteken és Norvégia valamint Izland területén. Oroszország területén az Ural-hegységben, a Kaukázusban és a Kola-félszigeten. Az Amerikai Egyesült Államok Colorado és New Jersey szövetségi államokban fordul elő.

## Előfordulásai Magyarországon
Baranya vármegyében a Pécshez tartozó Hird városrészben a Szamárhegyen az ott előforduló fonolit üregeiben. Tar közelében andezittufa vékony erezetében található. Nemesgulács mellett a szabályos kúp alakú vulkanikus Gulács-hegy kőfejtőiben hólyagüregek falán több centiméteres önálló kristályok és tömeges kristálycsoportok vannak a zeolitcsoport más ásványainak társaságában. Sokszor alkot átmeneti kristályt skolecit , dezmin és mezolit kristályokkal. Speciális változata a tellúr tartalmú tetranatrolit is megtalálható. Zalahaláp mellett a Haláp-hegy bazaltjában gyakran megtalálható üregekben. Taliándörögd közelében a Tik-hegy törmelékes bazaltban sugaras szerkezetű nátrolit fordul elő. Zalaszántó közelében a Szebike-hegy kutatóvágataiban kalcittal burkolt fejlett kristályok találhatók. Uzsa nagy kiterjedésű kőbányájában a bazalt hólyagüregeiben a zeolitcsoport más ásványaival, nehezen megkülönböztethetően telepszerű rostos-sugaras pamacsokat alkot.

## Kísérő ásványok
A zeolitcsoport más ásványai, kalcit. aragonit és opál.